# Wittekindsquelle (Porta Westfalica)
Die Wittekindsquelle ist eine inzwischen versiegte Quelle am oberen Südosthang des Häverstädter Bergs im Wiehengebirge nahe dem Weserdurchbruch Porta Westfalica. Sie ist nach Widukind, dem Herzog der Sachsen benannt. Das Areal der Quelle liegt im Naturschutzgebiet Wittekindsberg.

## Beschreibung

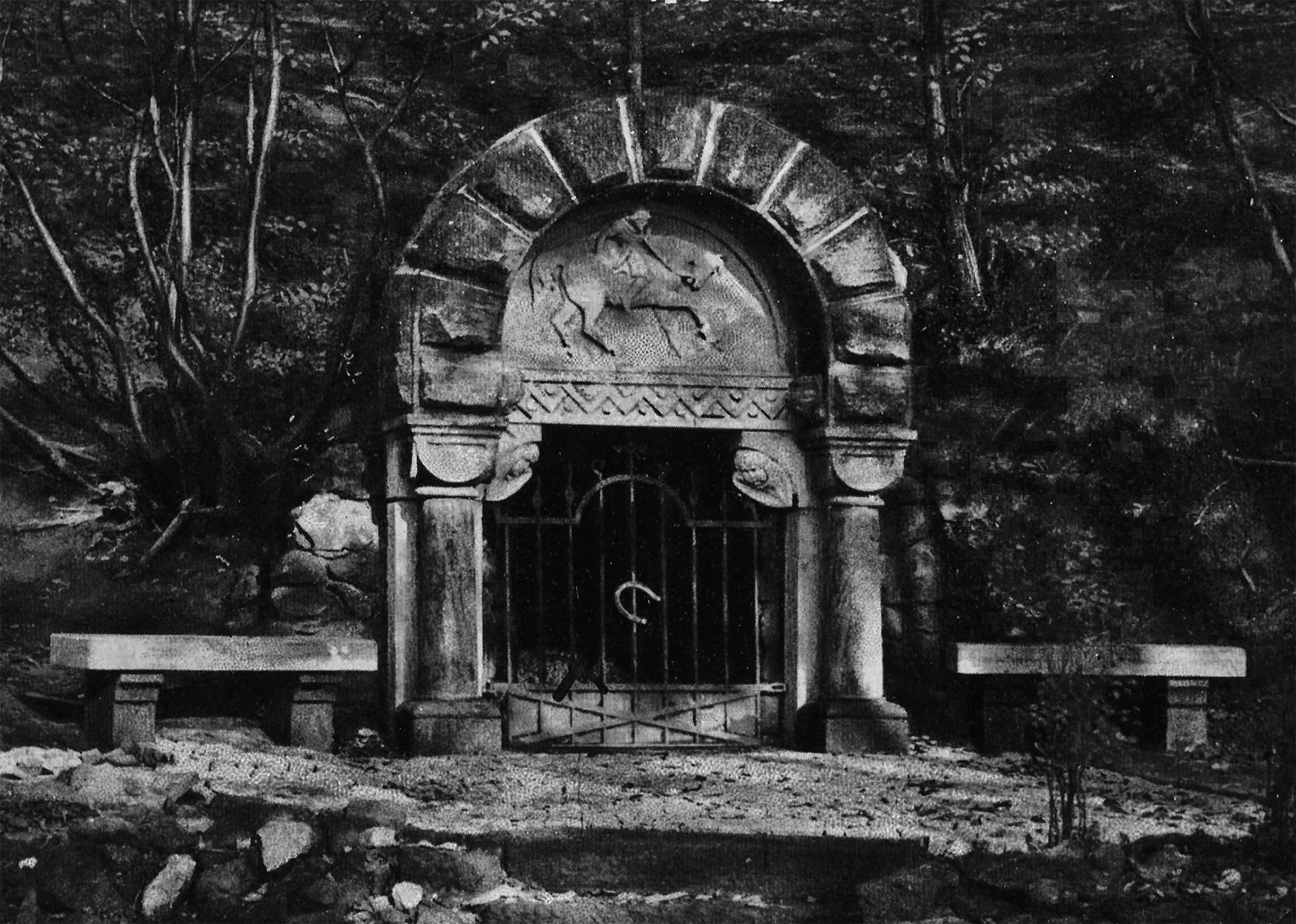
Die tempelartige Steineinfassung der Wittekindsquelle um 1900

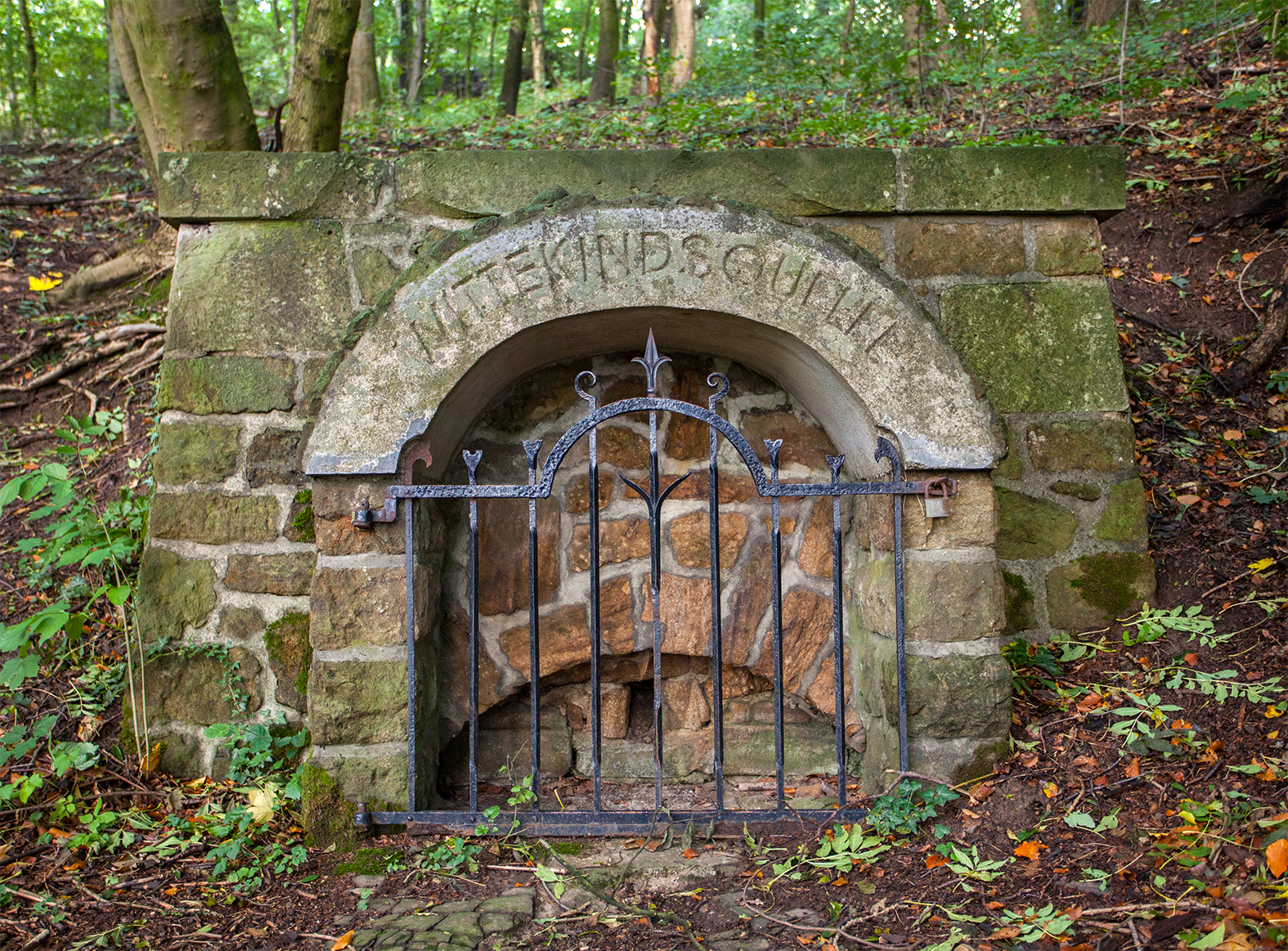
Die Wittekindsquelle 2012

Die Wittekindsquelle befindet sich innerhalb der Wallanlage der Wittekindsburg. Das Vorhandensein dieser Quelle war vermutlich eine wichtige Voraussetzung zur Anlage der latènezeitlichen Wallburg. 
Die Quelle entwickelte sich in der 2. Hälfte des 19. Jahrhunderts zu einem beliebten Ausflugsziel. In der wilhelminischen Zeit wurde die Quelle aufwendig mit einer tempelartigen Quellgrotte aus Stein versehen. Über der mit einem Gitter versehenen Grotte war ein halbkreisförmiges Relief angebracht. Auf dem Relief war das Freilegen der Quelle durch Widukinds Pferd dargestellt. Unterhalb der Quelle wurde außerdem ein Wasserbecken angelegt. Das Relief mit der Darstellung des Quellwunders wurde später gestohlen und ist seitdem verschollen.
Ab Mitte der 1930er Jahre begann eine verstärkte Bergbautätigkeit zur Gewinnung von Eisenerz im Wiehengebirge. Auch im Bereich des Wittekindsberges wurden mehrere neue Stollen zum Erzabbau angelegt. Durch den Bergbau kam es zu Störungen der unterirdischen wasserführenden Schichten und damit schließlich zum Versiegen der Wittekindsquelle im Jahre 1938.
Heute sind nur noch Reste der ursprünglich aufwendig gestalteten Quellgrotte erhalten.

## Name
Zum Ursprung des Namens Wittekindsquelle gibt es verschiedene Überlieferungen zum sogenannten Quellwunder Widukinds.
Nach einer Überlieferung gab es bei einem Treffen zwischen dem Sachsenherzog Widukind und Kaiser Karl dem Großen, der die Sachsen zum christlichen Glauben bekehren wollte, einen heftigen Streit über die jeweils unterschiedlichen Glaubenslehren. Im Verlauf der Auseinandersetzung verlangte Widukind von Karl dem Großen ein Zeichen zum Beweis seines christlichen Glaubens. Das Pferd Widukinds habe daraufhin mit den Hufen gescharrt und die Quelle freigelegt. Durch dieses Quellwunder, soweit die Sage, war Widukind so beeindruckt, dass er sich dem Frankenkönig unterwarf, zum Christentum übertrat und sich taufen ließ. Diese Begebenheit ist in dem Wittekinddenkmal dargestellt, das auf dem Herforder Wilhelmsplatz steht.
Neben der Quelle auf dem Wittekindsberg gibt es im Wiehengebirge noch an weiteren Orten sogenannte Wittekindsquellen:
- Wittekindsquelle auf dem Gelände der Evangelische Kirche Bergkirchen (Bad Oeynhausen)
- Wittekindsquelle (Lübbecke)